# Казанская духовная семинария
Каза́нская духо́вная семина́рия (тат. Казан руханилар семинариясе) — высшее духовное учебное заведение Казанской епархии Русской православной церкви.
Основана в 1723 году, закрыта в 1921-м, 17 июля 1998 года воссоздана.

## История

### Дореволюционный период
В 1723 году в Казани была основана архиерейская элементарная школа.
Положение Казанской епархии, населённой преимущественно инородцами-иноверцами, подвигло митрополита Тихона к привлечению в духовную школу детей из недавно обращённых иноверческих семей, чтобы они после окончания учебного заведения послужили делу просвещения среди ещё не обращённых своих соплеменников.
В 1733 году славяно-латинская школа, благодаря деятельности архиепископа Казанского Илариона (Рогалевского), была преобразована в семинарию по образцу Киевской духовной академии, доставившей сюда и первых учителей. В ней преподавались риторика, философия и богословие, а в конце XVIII века также история, география, математика и новые языки.
В 1797 году семинария преобразована в академию с высшим богословским курсом в духе того времени; в силу местных нужд преподавался здесь и татарский язык.
В царствование Александра I при деятельном участии Казанского архиепископа Амвросия (Подобедова) в семинарию была введена новая методика преподавания, одобренная для народных училищ.
В результате реформы образования Казанская духовная академия 21 сентября 1818 года была закрыта, в Казани предполагалось оставить лишь только семинарию, сделав её подотчётной Санкт-Петербургской духовной академии.
Открытие академии вновь последовало в 1842 году, сперва в Спасском монастыре, потом в особом загородном помещении.
После революции была закрыта.

### Возобновление семинарии (1990-е)
17 июля 1997 году решением Священного Синода было открыто Казанское духовное училище со сроком обучения 2 года, которое разместилось в новом здании.
17 июля 1998 года Казанское духовное училище решением Священного Синода было преобразовано в семинарию.
В декабре 2013 года в семинарии была проведена проверка инспекции из Учебного комитета Русской православной церкви во главе с протоиереем Максимом Козловым, связанная с жалобами студентов семинарии на сексуальные домогательства со стороны руководства семинарии. По информации протодиакона Андрея Кураева, несколько студентов активно подтверждали комиссии факты содомии, а немногочисленные студенты 5 курса молчали или отрицали. По результатам работы комиссии был уволен проректор семинарии, пресс-секретарь Татарстанской митрополии игумен Кирилл (Илюхин).
Кирилл (Илюхин) после увольнения из казанской семинарии был приглашен в штат Тверской епархии занять место заведующего кафедры теологии Тверского государственного университета. Однако в связи с громкой оглаской решение о назначении его заведующим кафедры было отменено. Остальные руководители семинарии, в том числе проректор по учебной работе иеромонах Филарет (Кузьмин), несмотря на обвинения в домогательствах остались на своих постах. По мнению протодиакона Андрея Кураева, это связано с борьбой за пост епископа Чистопольского, на который претендовали и игумен Кирилл, и иеромонах Филарет. В знак протеста в январе 2014 года из семинарии уволилась преподаватель, кандидат филологических наук, один из ведущих специалистов по церковно-славянскому языку в Татарстане Мария Новак, работавшая доцентом на кафедре филологии. Также уволился Валерий Матросов, преподававший сравнительное богословие на кафедре богословия и философии.
В марте 2014 года митрополит Анастасий был отстранён от должности ректора семинарии.
3 ноября 2023 года в музее Казанской епархии открылась выставка «Духовные школы Казани: святость, ученость, новаторство», приуроченная к 300-летию Казанской духовной семинарии. 14 ноября 2023 года Казанская духовная семинария получила бессрочную аккредитацию по основной образовательной программе «Теология» уровня высшего образования бакалавриата «48.03.01 Теология», что позволит семинарии выдавать дипломы государственного образца. Одновременно семинария начала подготовку к получению государственной аккредитации уровня магистратуры. 20 ноября 2023 года в Национальной художественной галерее «Хазинэ» Государственного музея изобразительных искусств Республики Татарстан в Казани состоялось открытие выставки «Созерцание», посвященной 300-летию Казанской духовной семинарии. Выставка продлится до 14 января 2024 года.
15 мая 2025 г. в семинарии открыта аспирантура.

## Ректоры
- Свенцицкий, Василий Яковлевич (без должности) (1723—1732)
- Герман (Барутович) (в должности управляющего «семинарской конторой») (1732—1736)
- Сильвестр (Гловацкий) (в звании префекта) (1736—1838)
- Димитрий (Сеченов) (1738—1740)
- Сильвестр (Гловацкий) (1740—1744)
- Вениамин (Пуцек-Григорович) (6 декабря 1744—1748)
- Феофил (Игнатович) (1748 — сентябрь 1765, до 1751 года — в звании префекта
- Иероним (Фармаковский) (1765—1767)
- Константин (Борковский) (1767-5.08.1772)
- Платон (Любарский) (5 августа 1772—1787)
- Гедеон (Замыцкий) (1787—1792)
- Амвросий (Яковлев-Орлин) (1792—1794)
- Сильвестр (Лебединский) (27.5.1794 — 1799, с 25.07.1797 — ректор академии)
- Антоний (Соколов) (1800—1805 (1808?))
- Епифаний (Канивецкий) (6.02.1808 — 18.03.1816)
- Афанасий (Протопопов) (18.03.1816 — 28.07.1817)
- Феофан (Александров) (1817—1832)
- Стефан (Зилятров) (11.01.1833-21.01.1842)
- Платон (Фивейский) (21 января 1842 — 3 мая 1843)
- Климент (Можаров) (9.05.1843-25.09.1850)
- Иосиф (Позднышев) (1850—1855)
- Иннокентий (Новгородов) (до 1864)
- Варсонофий (Охотин) (31 марта 1864—1876)
- Бережковский, Василий Николаевич (1877—1879)[15]
- Никанор (Каменский) (1879—1891)
- Варсонофий (Курганов) (25.02.1891— 21.06.1892)
- Тихон (Беллавин) (июнь—июль 1892)
- Филарет (Никольский) (1892—1895)
- Алексий (Молчанов) (7 сентября 1899—1900)
- Зеленецкий, Александр Федорович (26 июля 1900 — 7 июля 1905)
- Михаил (Богданов) (1905—1907)
- Беликов, Василий Иванович (30 августа 1907—1918)

…
- Анастасий (Меткин), митр. (17 июля 1998 — 19 марта 2014)
- Евфимий (Моисеев), игум. (19 марта 2014 — 22 октября 2015)
- Феофан (Ашурков), митр. (22 октября 2015 — 20 ноября 2020)
- Кирилл (Наконечный) (8 декабря 2020 — 24 сентября 2021)
- протоиерей Владимир Самойленко (24 сентября 2021 — 30 мая 2024)
- иерей Никита Кузнецов (с 30 мая 2024)